# Elachyophtalma infraluteola
Elachyophtalma infraluteola är en fjärilsart som beskrevs av Rothschild 1920. Elachyophtalma infraluteola ingår i släktet Elachyophtalma och familjen silkesspinnare. Inga underarter finns listade i Catalogue of Life.